# Zone of the Enders (videojuego)
Zone of the Enders (ゾーン　オブ　エンダーズ Zōn obu Endāzu?), a menudo abreviado como Z.O.E., es un videojuego desarrollado y distribuido Konami en el año 2001 para la consola PlayStation 2. Fue producido por, y esta íntimamente ligado, a Hideo Kojima. La temática del juego son los combates Mecha. Los mechas fueron diseñados por Yoji Shinkawa, el diseñador de los personajes y máquinas de la serie Metal Gear Solid. Originalmente el juego salió al mercado incluyendo un demo del aquel entonces próximo Metal Gear Solid 2: Sons of Liberty. 
El juego tiene una secuela, Zone of the Enders: The 2nd Runner, lanzado en el 2003, también para la PlayStation 2. Ambos juegos fueron relanzados para PlayStation 3 y Xbox 360 en octubre del 2012 como parte de la compilación Zone of the Enders HD Collection (Una versión para PlayStation Vita también fue anunciada, sin embargo nunca ha sido lanzada).

## Mecánica de Juego
El jugador viaja a través de las diferentes secciones de una colonia espacial que se encuentra orbitando Júpiter con el objetivo de derrotar mechas enemigos, utilizando a Jehuty, un avanzado prototipo Mecha. Jehuty está equipado con armas, tales como una espada de energía, un cañón de energía y varias armas secundarias. A medida que el jugador avanza en el juego, el arsenal de Jehuty aumenta y sus habilidades se expanden.
Jehuty es capaz de moverse tridimensionalmente, volar y flotar en el aire con facilidad. en combate, es capaz de enfocarse en un solo adversario (lock-on), y es capaz de realizar avanzadas maniobras tales como agarrar y lanzar enemigos, y utilizar sus impulsores para moverse rápidamente y esquivar ataques enemigos. en algunos escenarios del juego, el objetivo es disminuir los daños sufridos en las ciudades y proteger civiles.

## Sinopsis

### Historia
La historia de Zone of the Enders gira en torno a Leo Stenbuck, un chico habitante de Antilia, una colonia espacial que orbita alrededor del planeta Júpiter, la cual es atacada por fuerzas de la organización BAHRAM. al comienzo del juego, es capturado y escapa cuando fuerzas de BARHAM atacan y sus amigos mueren por un Robot que cae sobre ellos. Escapa hacia un hangar donde accidentalmente cae en la cabina de un Robot de combate llamado 'Jehuty' (Derivado del Dios Egipcio Djehuti). Usando este Robot, y auxiliado por su inteligencia Computarizada, llamada ADA, se enfrenta a las fuerzas de BAHRAM, quienes buscan obtenerlo por órdenes de su líder Nohman.
Peleando por toda la colonia de Antilia, Leo rescata civiles, incluyendo a su amiga Celvice, y defiende la colonia de la destrucción, derrotando a las fuerzas de BAHRAM y a sus Comandantes uno tras otro. Mientras esto sucede, accidentalmente ADA se infecta con un virus informático, forzándolos a buscar un antídoto en la fábrica donde esta fue creada. Finalmente, fuerzas terrestres llegan a borde de la nave Atlantis y una mujer llamada Elena Weinberg, prepara un plan para que Leo y Celvice puedan escapar a través de los puertos de la colonia. Sin embargo en el camino son atacados por Viola, una de los comandantes de BARHAM que le dispara a Celvice y pelea con Leo. Después de esto Leo va a los puertos y es obligado a desactivar los explosivos ubicados ahí para destruir la colonia. Viola pelea con Leo una vez más usando las partes rotas de su mismo robot como armas, pero es derrotada y muerta cuando una bomba sobrante explota cerca de ella, mandándola fuera de la colonia hasta la atmósfera de Júpiter. Justo cuando la nave Atlantis se prepara para recoger a Leo y a Celvice, El mismísimo Nohman se aparece a bordo del robot gemelo de Jehuty: Anubis, cuya sola presencia es suficiente para alterar los sistemas de Jehuty. Antes de que Nohman pueda acabar con Jehuty, La nave Atlantis hace un hoyo en la pared cubriendo el escape de Jehuty, mientras Norman abandona la colonia con el resto de su fuerzas invasoras.
A bordo del Atlantis, Leo y ADA comparten una última conversación , donde ADA revela la tarea para la cual fue programada: Viajar al Planeta Marte, penetrar La Fortaleza de Auman y destruirla desde adentro, autodestruyéndose ella misma junto con Jehuty. Entristecido por ello, Leo abandona la cabina del Robot y se reúne con la tripulación del Atlantis y con Celvice, que ya se ha recuperado de su herida de bala.

### Personajes
Leo Stenbuck
Es el protagonista del juego. Leo es un joven que tiene dificultades para relacionarse con otros. mientras trata de escapar de las fuerzas de BAHRAM, accidentalmente tropieza y cae en la cabina del Robot de Combate Jehuty y es forzado en contra de su voluntad a pelear en el Conflicto de Antilia. Su madre y su padre no le ponían mucha atención, y rara vez pasaban tiempo juntos. Sin embargo, según la página oficial del juego, el padre de leo murió buscándolo en medio del asedio de la colonia.
A.D.A
Es la inteligencia artificial de los sistemas de Jehuty. ADA facilita información táctica y recomendaciones a Leo mientras pilotea a al robot. Al principio es algo fría, Sin embargo ella y leo empiezan a crear un vínculo de amistad a lo largo del juego.
Celvice Klein
Es una jovencita de 14 años. Celvice se presta para cuidar huérfanos en una iglesia local. Perdió a sus padres durante su emigración hacia Antilia. Ella es muy cercana a Leo. De regreso a la iglesia es atacada por un grupo de robots de BAHRAM que son derrotados por Leo, que viene a ayudarla a bordo de Jehuty. Se une a Leo y ADA a bordo de Jehuty y viaja con ellos a través de Antilia en su misión para llevar a Jehuty a bordo del Atlantis.
Elena Weinberg
Comandante de la nave de Transporte Atlantis, es una mujer racional y gentil. Originalmente, su novio Alan fue elegido para pilotear a Jehuty, pero desgraciadamente fue asesinado en su camino al hangar donde este fue construido. A pesar de saber que él había muerto y que un simple muchacho era ahora el piloto de Jehuty, perseveró a través de su dolor y ayudó a Leo en su misión de escapar de Antilia. Más tarde se convierte en la comandante de Leo y algo así como una mentora para el. Ella comanda la tropa encargada de recoger a Jehuty para enviarlo al Planeta Marte.
Nohman
Es el comandante en jefe de las fuerzas invasoras que atacaron la colonia de Antilia. Es un comandante muy racional y calmado, tanto así que este le llegó a decir a Viola que tuviera cuidado con Leo, ordenando la retirada en un punto del juego. EL objetivo de su misión es era la obtención del Objetivo Alfa o sea, apropiarse de Anubis, el robot de combate hermano de Jehuty. En principio era el piloto del Robot Selkis, sin embargo se lo cede a Viola cuando consigue a Anubis.
Nohman le habla a Leo y a Viola de lo maravilloso que es Anubis , diciendo que este es "El Robot de Combate Perfecto". Nohman pelea con Leo a bordo de Anubis en la parte final del juego, pero Leo logra escapar con la ayuda de la nave Atlantis, dándose cuenta de que Jehuty es incapapaz de derrotar a Anubis. Anubis está armado con un dispositivo que utiliza espacio comprimido para propulsar el robot a velocidades cercanas a la de la luz, dando la falsa impresión de que este puede tele transportarse.

## Banda sonora
La Banda sonora de Zone of the Enders fue lanzada el 25 de abril de 2001 con el nombre Zone of the Enders Z.O.E Original Soundtrack por Konami Music Entertainment. Casi toda la música fue compuesta por Norihiko Hibino (日比野 則彦?), Maki Kirioka (桐岡麻季?) yAkihiro Honda (本田晃弘?). También, Shuichi Kobori (小堀修一?) compuso "Global 2 (Virus)" y Toshiyuki Kakuta (角田利之?) compuso "City (The Earth Light)". La canción "KISS ME SUNLIGHTS" fue compuesta y ejecutada por Heart of Air. Algunas de las canciones de Zone of the Enders fueron incluidas en el juego Metal Gear Online. El jugador tiene la opción de poner las canciones durante los combates.
| \| # \| Título \| Artista \| Duración \| \| -- \| -------------------------------------------------------------- \| ---------------- \| -------- \| \| 1 \| Title (The Origin) \| Maki Kirioka \| 0:38 \| \| 2 \| Introduction \| Akihiro Honda \| 1:38 \| \| 3 \| Leo Stenbuck (break out) \| Akihiro Honda \| 4:22 \| \| 4 \| Factory (Vivid Transparency) \| Norihiko Hibino \| 1:59 \| \| 5 \| VR (The Fourth Dimension) \| Norihiko Hibino \| 1:53 \| \| 6 \| Flowing Destiny (Piano Arrangement) \| Maki Kirioka \| 2:20 \| \| 7 \| Global 1 (Forever And Ever) \| Norihiko Hibino \| 1:06 \| \| 8 \| Are you alright, Celvice? \| Akihiro Honda \| 1:30 \| \| 9 \| Boss (Neves) \| Norihiko Hibino \| 3:29 \| \| 10 \| Celvice! This way, quickly! \| Akihiro Honda \| 1:01 \| \| 11 \| Residential Block (S02) \| Akihiro Honda \| 2:18 \| \| 12 \| A Light with a Name of Hope (Piano Arrangement) \| Maki Kirioka \| 0:51 \| \| 13 \| Radar (Pandemonium) \| Norihiko Hibino \| 2:05 \| \| 14 \| Global 2 (Virus) \| Shuichi Kobori \| 1:35 \| \| 15 \| City (The Earth Light) \| Toshiyuki Kakuta \| 1:35 \| \| 16 \| Mountain (Who Can Read the Future?) \| Norihiko Hibino \| 2:10 \| \| 17 \| Rock Thunderheart (Function) \| Akihiro Honda \| 0:34 \| \| 18 \| A Light with a Name of Hope (Protect Me) \| Maki Kirioka \| 3:20 \| \| 19 \| You need this done to you. \| Akihiro Honda \| 1:56 \| \| 20 \| Flowing Destiny (Resolution) \| Maki Kirioka \| 0:49 \| \| 21 \| Ada (Promise) \| Maki Kirioka \| 1:32 \| \| 22 \| Flowing Destiny (Memories) \| Maki Kirioka \| 4:16 \| \| 23 \| Neith (Risky) \| Maki Kirioka \| 1:51 \| \| 24 \| Viola (Silent Death) \| Maki Kirioka \| 3:46 \| \| 25 \| Anubis (Impossible) \| Maki Kirioka \| 1:55 \| \| 26 \| Jehuty will self-destruct? \| Akihiro Honda \| 2:36 \| \| 27 \| Flowing Destiny – Ending Theme 1 \| Maki Kirioka \| 5:35 \| \| 28 \| Kiss Me Sunlights – Opening Theme \| Heart of Air \| 3:47 \| \| 29 \| A Light with a Name of Hope – Ending Theme 2 / Celvice's Theme \| Maki Kirioka \| 4:03 \| |                                                                |                  |          |
| # | Título                                                         | Artista          | Duración |
| 1 | Title (The Origin)                                             | Maki Kirioka     | 0:38     |
| 2 | Introduction                                                   | Akihiro Honda    | 1:38     |
| 3 | Leo Stenbuck (break out)                                       | Akihiro Honda    | 4:22     |
| 4 | Factory (Vivid Transparency)                                   | Norihiko Hibino  | 1:59     |
| 5 | VR (The Fourth Dimension)                                      | Norihiko Hibino  | 1:53     |
| 6 | Flowing Destiny (Piano Arrangement)                            | Maki Kirioka     | 2:20     |
| 7 | Global 1 (Forever And Ever)                                    | Norihiko Hibino  | 1:06     |
| 8 | Are you alright, Celvice?                                      | Akihiro Honda    | 1:30     |
| 9 | Boss (Neves)                                                   | Norihiko Hibino  | 3:29     |
| 10 | Celvice! This way, quickly!                                    | Akihiro Honda    | 1:01     |
| 11 | Residential Block (S02)                                        | Akihiro Honda    | 2:18     |
| 12 | A Light with a Name of Hope (Piano Arrangement)                | Maki Kirioka     | 0:51     |
| 13 | Radar (Pandemonium)                                            | Norihiko Hibino  | 2:05     |
| 14 | Global 2 (Virus)                                               | Shuichi Kobori   | 1:35     |
| 15 | City (The Earth Light)                                         | Toshiyuki Kakuta | 1:35     |
| 16 | Mountain (Who Can Read the Future?)                            | Norihiko Hibino  | 2:10     |
| 17 | Rock Thunderheart (Function)                                   | Akihiro Honda    | 0:34     |
| 18 | A Light with a Name of Hope (Protect Me)                       | Maki Kirioka     | 3:20     |
| 19 | You need this done to you.                                     | Akihiro Honda    | 1:56     |
| 20 | Flowing Destiny (Resolution)                                   | Maki Kirioka     | 0:49     |
| 21 | Ada (Promise)                                                  | Maki Kirioka     | 1:32     |
| 22 | Flowing Destiny (Memories)                                     | Maki Kirioka     | 4:16     |
| 23 | Neith (Risky)                                                  | Maki Kirioka     | 1:51     |
| 24 | Viola (Silent Death)                                           | Maki Kirioka     | 3:46     |
| 25 | Anubis (Impossible)                                            | Maki Kirioka     | 1:55     |
| 26 | Jehuty will self-destruct?                                     | Akihiro Honda    | 2:36     |
| 27 | Flowing Destiny – Ending Theme 1                               | Maki Kirioka     | 5:35     |
| 28 | Kiss Me Sunlights – Opening Theme                              | Heart of Air     | 3:47     |
| 29 | A Light with a Name of Hope – Ending Theme 2 / Celvice's Theme | Maki Kirioka     | 4:03     |

## Recepción y Crítica
En su salida al mercado, la revista Famitsu le dio a la versión de PlayStation 2 una puntuación de un 31/40.
IGN le dio una puntuación de 7.5/10. GameRankings y GameSpot le dieron puntuaciones similares de, 77.64% y 7.4/10 respectivamente.